# شیمی تجزیه (مجله)
شیمی تجزیه یک ژورنال علمی دوسالانه است که از سال ۱۹۲۹ توسط انجمن شیمی آمریکا منتشر می‌شود. فهرستی شامل خدمات چکیده‌های شیمی، CAB بین‌المللی، خدمات اطلاعاتی ابسکو، پروکوئست، پاب‌مد، اسکوپوس و نمایه استنادی علوم است. مطابق گزارش استنادی مجلات، در سال ۲۰۱۴ ضریب تأثیر آن را ۵٫۶۳۶ قرار داده‌است. سردبیر آن جاناتان وی. سوئدلر از دانشگاه ایلینویز) است.